# Campanula yildirimlii
Campanula yildirimlii là loài thực vật có hoa trong họ Hoa chuông. Loài này được Kit Tan & Sorger mô tả khoa học đầu tiên năm 1986.